# Tautoneura dukara
Tautoneura dukara är en insektsart som beskrevs av Irena Dworakowska 1981. Tautoneura dukara ingår i släktet Tautoneura och familjen dvärgstritar. Utöver nominatformen finns också underarten T. d. fusa.